# Otto von Habsburg
Otto von Habsburg, tên đầy đủ là Franz Joseph Otto Robert Maria Anton Karl Max Heinrich Sixtus Xavier Felix Renatus Ludwig Gaetan Pius Ignatius (20 tháng 11 năm 1912 – 4 tháng 7 năm 2011) , cũng có tước hiệu hoàng gia là Đại vương công Otto của Áo. Ông là con trai trưởng của hoàng đế Karl I của Áo và cũng là thái tử cuối cùng của Đế quốc Áo – Hung từ năm 1916 đến khi đế quốc này giải thể vào năm 1918, một đế quốc bao gồm các quốc gia này nay Áo, Hungary, Bosna và Hercegovina, Croatia, Cộng hòa Séc, Slovakia, Slovenia, và một số khu vực của Italia, Montenegro, Ba Lan, România, Serbia, và Ukraina. Ông vẫn là thái tử Hungary cho đến năm 1921. Ông là người đứng đầu nhà Habsburg giai đoạn 1922 và 2007, đồng thời là người có khả năng thừa kế ngai vàng của Áo (vốn thuộc về dòng họ nhà Habsburg).
Năm 2011, ông qua đời ở tuổi 98.